# 보스니아

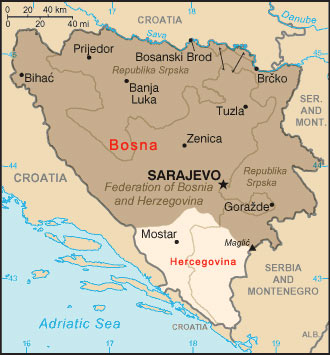
보스니아와 헤르체고비나의 대략의 지역 범위 지도

보스니아(보스니아어: Bosna 보스나, 세르비아어: Босна 보스나)는 보스니아 헤르체고비나 북부에 위치한 지역이다. 헤르체고비나와 함께 보스니아 헤르체고비나를 형성하는 지역으로서 중심 도시는 사라예보, 바냐루카이다.
보스니아의 면적은 약 41,000 km2인데 이는 보스니아 헤르체고비나 전체 면적의 80%를 차지한다. 북쪽과 동쪽 국경을 만드는 사바강과 드리나강 그리고 판노니아 평원의 남쪽 국경까지 이르는 지역을 나타낸다. 크게 디나르알프스산맥에 놓여 있다. 남쪽의 지중해쪽은 헤르체고비나 지역이다.

## 역사
비잔티움 제국의 콘스탄티노스 7세 황제가 집필한 외교 서적인 《제국의 경영》(De Administrando Imperio)에 따르면 사라예보에는 보스나강을 중심으로 형성된 작은 지방인 '보소나'(Bosona)가 있다는 기록이 남아 있는데 보스니아라는 이름은 여기서 유래된 이름이다. 1080년대부터 보스니아 공작의 영지가 되었고 14세기 말에는 헤르체고비나와 함께 보스니아 왕국의 지배를 받게 된다.
1463년부터 오스만 제국의 지배를 받게 되면서 보스니아는 이슬람교의 영향을 받게 된다. 19세기에는 보스니아 각지에서 오스만 제국의 지배에 저항하는 봉기가 일어났다. 1878년에 열린 베를린 회의의 결과에 따라 보스니아는 오스트리아-헝가리 제국에 점령되었고 1908년에는 오스트리아-헝가리 제국에 정식으로 합병되었다. 제1차 세계 대전을 계기로 오스트리아-헝가리 제국이 소멸되면서 보스니아는 유고슬라비아 왕국에 편입되었다.

## 사진

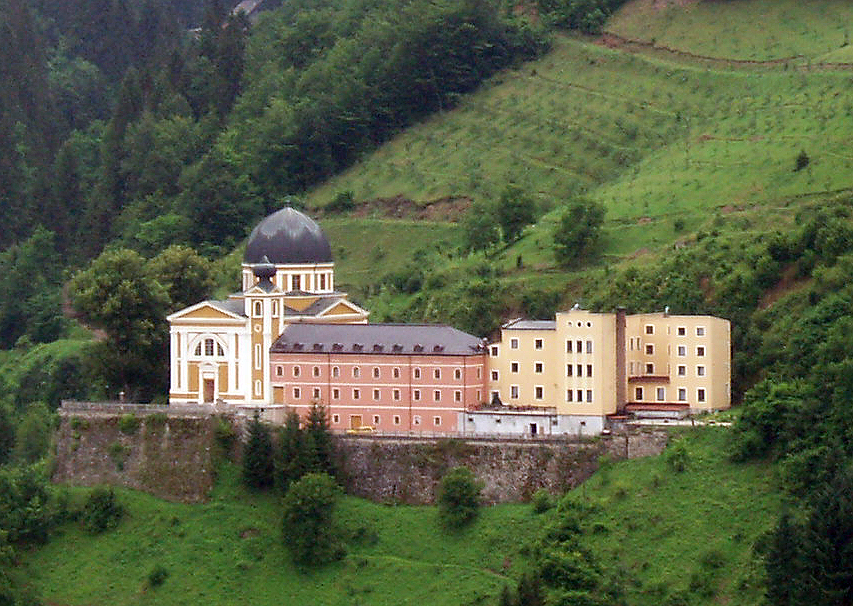
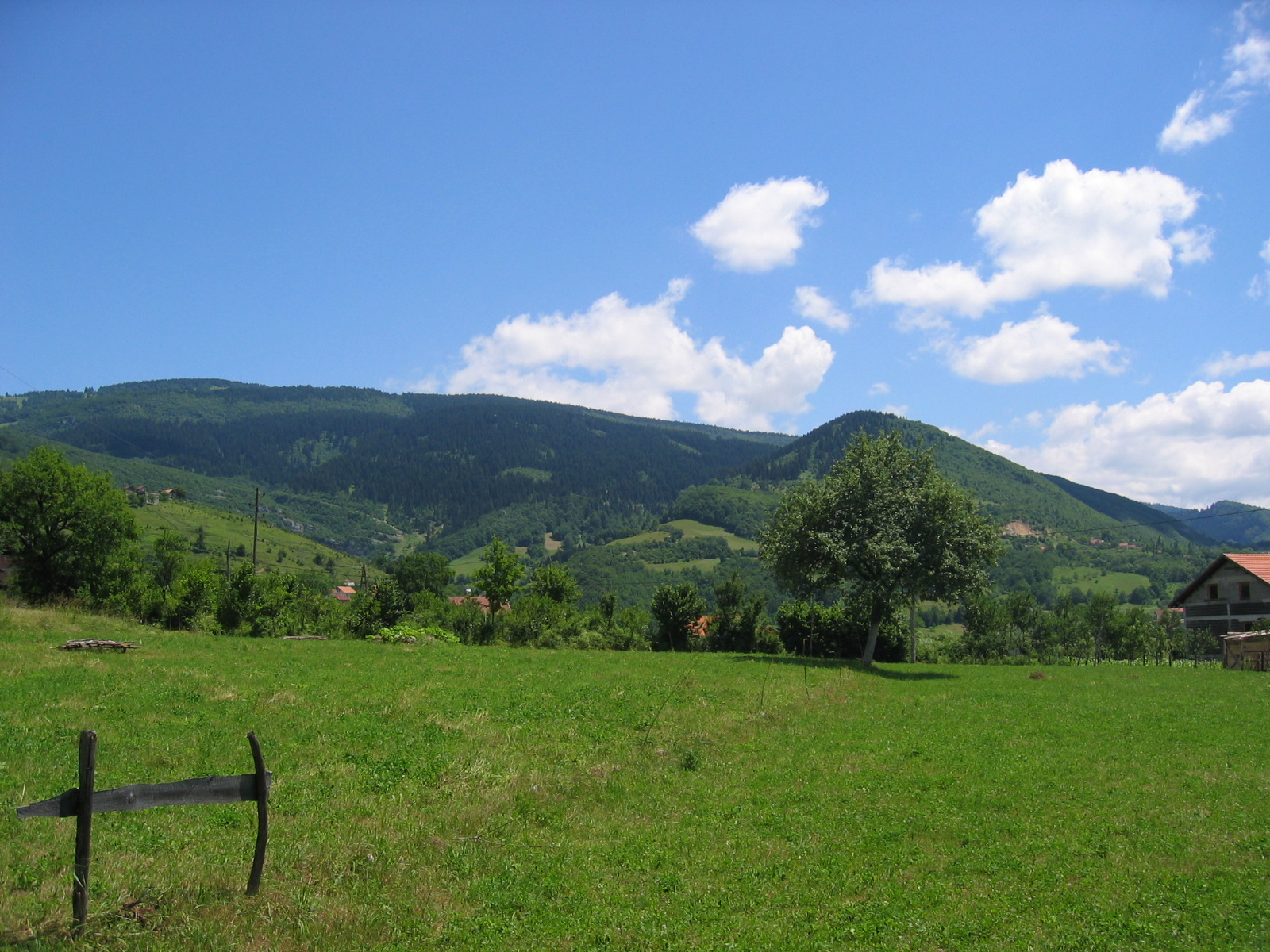
보스니아 산맥

## 같이 보기
- 헤르체고비나